# LMR Partners
LMR Partners (LMR) è una società di investimento multi-strategia britannica fondata nel 2009. Si concentra su strategie di investimento macro globali e basate sugli eventi e utilizza strategie di trading sia sistematiche che discrezionali.
L'azienda ha sede a Londra con uffici aggiuntivi a Hong Kong, New York, Zurigo, Dubai e Glasgow. Nel 2023 gestiva un patrimonio (AUM) di 10,8 miliardi di dollari.

## Storia
LMR è stata fondata nel novembre 2009  da Ben Levine, Andrew Manuel e Stefan Renold con il nome della società che deriva dalla prima lettera dei loro cognomi. I tre erano in precedenza trader che hanno lavorato presso UBS e Goldman Sachs. Paloma Partners di Donald Sussman ha fornito a LMR il capitale iniziale per la gestione.
La società ha iniziato a operare nel febbraio 2010. Nel 2010 e nel 2011, LMR ha avuto un rendimento rispettivamente del 30% e del 38%, mentre il rendimento medio degli hedge fund è stato del 10,25% e del -5,25% nello stesso lasso di tempo.
Nell'agosto 2012, LMR ha ampliato le proprie operazioni commerciali in Asia aprendo un ufficio a Hong Kong gestito da Renold. Nel 2013 i profitti della società sono diminuiti del 54% rispetto all'anno precedente.
Nel 2015, Manuel ha lasciato LMR per avviare il suo fondo speculativo macroeconomico globale, Ixworth Capital.
Nel febbraio 2017, è stato riferito che Giacomo Draghi, figlio dell'allora presidente della Banca centrale europea (e in seguito primo ministro italiano) Mario Draghi, aveva lasciato il suo lavoro di trader presso Morgan Stanley per entrare a far parte di LMR come gestore di portafoglio.
Nel settembre 2018, Petershill Partners ha acquisito una quota di minoranza di LMR per una somma non divulgata.
Secondo Bloomberg News, dal 2010 all’inizio del 2020, LMR non ha mai subito una perdita complessiva nell’arco di 12 mesi. Per 119 mesi dalla sua fondazione, ha registrato perdite solo in 19 di essi, rendendolo uno degli hedge fund più stabili al mondo. Tuttavia, nel marzo 2020, LMR ha registrato una perdita del 12,5% a causa delle condizioni di mercato influenzate dalla pandemia di COVID-19. Uno dei fattori principali erano le operazioni di base, che rappresentavano il metodo principale con cui LMR guadagnava e costituiva di gran lunga la sua scommessa più grande. LMR ha dovuto ridurre gli investimenti e le attività commerciali, chiedendo al contempo ai suoi investitori di iniettare più capitale nei suoi fondi.
Nel novembre 2022, LMR ha aperto un ufficio a Dubai seguendo la tendenza di altri hedge fund.
Nel giugno 2023, LMR e Kyma Capital hanno citato in giudizio Anchorage Capital Group e PJT Partners. Erano tutti creditori dell'azienda sanitaria Orpea e Anchorage e PJT Partners stavano lavorando con il suo comitato direttivo per ristrutturare il debito della società. LMR e Kyma Capital hanno affermato che l'accordo di ristrutturazione avvantaggia il comitato direttivo a scapito degli altri creditori.
Nel maggio 2024, LMR ha aggiunto il petrolio alla sua strategia di investimento come parte della spinta all’espansione nel commercio di materie prime.